# Ryusuke Taguchi
Ryusuke Taguchi (田口 隆祐, Taguchi Ryusuke), (né le 15 avril 1979) est un catcheur japonais travaillant actuellement à la New Japan Pro Wrestling (NJPW), où il a remporté 2 fois le championnat poids-lourd junior IWGP et 6 fois la ceinture poids-lourd junior par équipe IWGP. Il a également remporté le tournoi Best of the Super Juniors 2012.

## Carrière

### New Japan Pro Wrestling (2002–...)

#### Débuts (2002–2007)
Le 24 septembre 2006, il perd contre Tiger Mask et ne remporte pas le NWA World Junior Heavyweight Championship.

#### Apollo 55 (2009–2013)
Taguchi fait équipe avec Prince Devitt, où l'équipe s'appelle "Apollo 55"  et le 5 juillet 2009, au Circuit New Japan Soul 2009, ils battent The Motor City Machine Guns (Alex Shelley et Chris Sabin) pour remporter les IWGP Junior Heavyweight Tag Team Championship. Le 4 janvier 2010, à Wrestle Kingdom IV in Tokyo Dome, ils défendent avec succès leur titre par équipe contre Averno et Ultimo Guerrero. Le 21 avril, ils sont dépouillés de leur titre parce qu'ils ne l'ont pas défendus pendant 30 jours. Le 8 mai, ils participent au tournoi du Super Juniors Tag dans une tentative pour reprendre leur titre, mais perdent en finale face à El Samurai et Koji Kanemoto. Le 28 juin, Devitt, Taguchi et Hirooki Goto remportent le tournoi du J Sports Crown Openweight 6 Man Tag, en battant Hiroshi Tanahashi, Tajiri et Kushida en finale,.
Le 23 juin, Devitt, Taguchi et Hirooki Goto remportent leur deuxième tournoi du J Sports Crown Openweight 6 Man Tag, en battant Giant Bernard, Jushin Thunder Liger et Karl Anderson.
Le 11 septembre, Apollo 55 battent Suzuki-gun (Taichi et Taka Michinoku) et font septième défenses avec succès des IWGP Junior Heavyweight Tag Team Championship, battant le record pour la plupart des défenses en un seul règne. Lors de Destruction '11, ils perdent les titres contre No Remorse Corps (Davey Richards et Rocky Romero).
Le 27 mai, il participe au Best of the Super Juniors 2012 où il remporte cinq de ses matchs, termine deuxième de son groupe et se qualifie pour les demi-finales,. Le 10 juin, il bat PAC en demi-finale puis le IWGP Junior Heavyweight Champion Low Ki en finale pour remporter le tournoi. Lors de Dominion 6.16, il perd contre Low Ki et ne remporte pas le IWGP Junior Heavyweight Championship.  
Le 21 octobre, Apollo 55 participent au tournoi du Super Jr. Tag 2012, battant les Chaos World Wrestling Warriors (Brian Kendrick et Low Ki) au premier tour. Le 2 novembre, ils battent les IWGP Junior Heavyweight Tag Team Champions, Forever Hooligans (Alex Koslov et Rocky Romero), pour se qualifier pour la finales du tournoi, où plus tard le même jour, ils perdent contre les Time Splitters (Alex Shelley et Kushida).

#### Retour en solo (2013–2017)

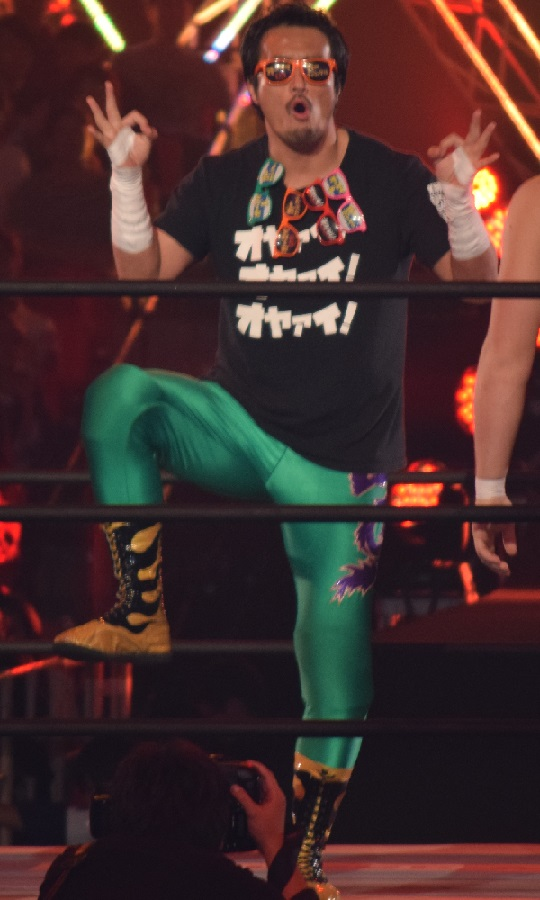
Taguchi en Novembre 2015

Lors de Destruction in Kobe, il bat Kushida et remporte le IWGP Junior Heavyweight Championship pour la deuxième fois. Lors de King of Pro-Wrestling 2014, il conserve son titre contre El Desperado. Le 25 octobre, il participe en compagnie du lutteur mexicain Fuego au Super Jr. Tag Tournament 2014, mais l'équipe a été éliminé du tournoi dès le premier tour par Suzuki-gun (El Desperado et Taichi). Lors de Power Struggle 2014, il conserve son titre contre Taichi. Lors de Wrestle Kingdom 9, il perd le titre contre Kenny Omega,.
Le 20 juillet, il entre dans le Super J-Cup 2016 Tournament, en battant le représentant de la Pro Wrestling Noah, Daisuke Harada dans son match de premier tour. Le 21 août, il est éliminé du tournoi par le représentant de Suzuki-gun, Yoshinobu Kanemaru dans son match de second tour.

#### Taguchi Japan (2017–2021)

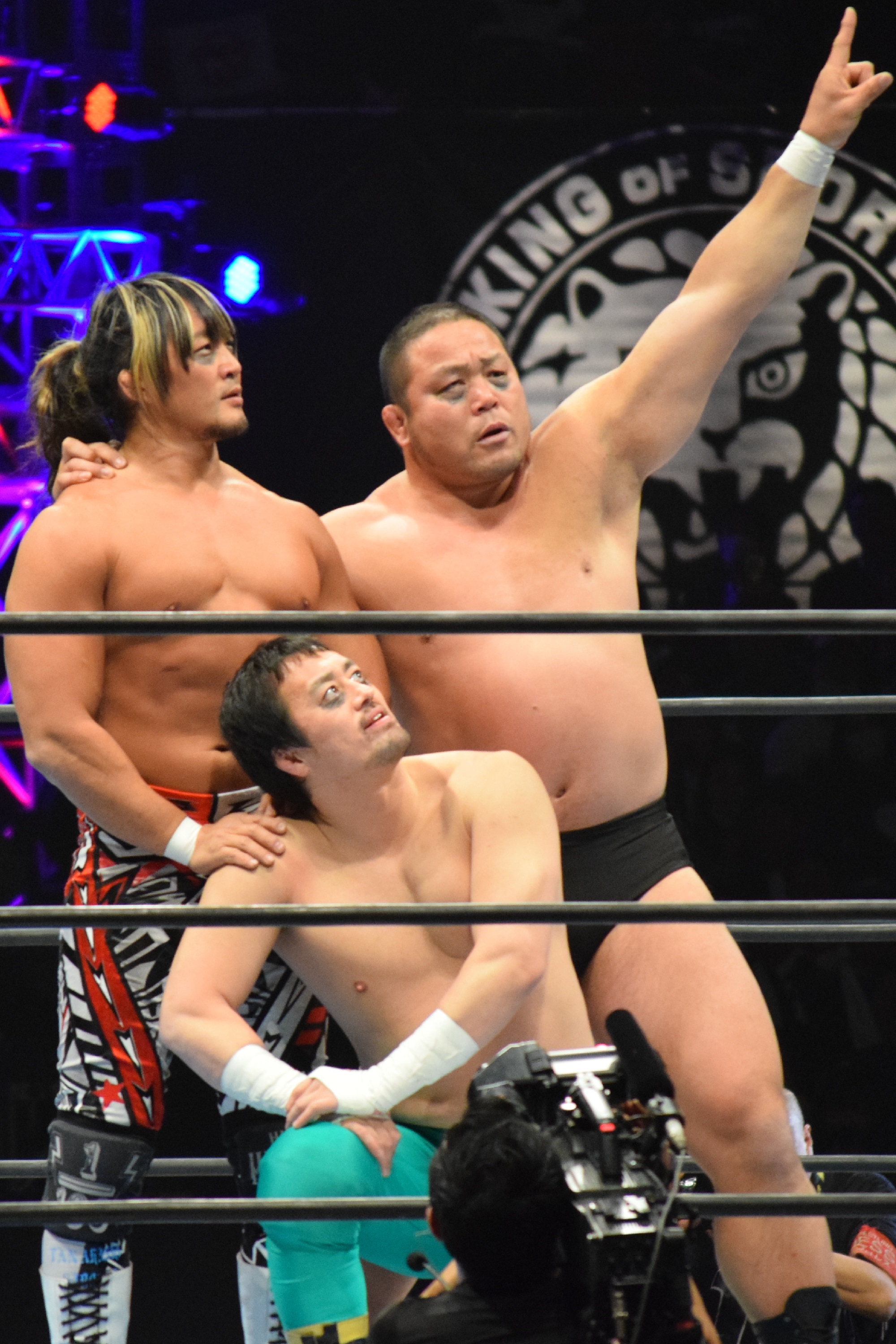
Taguchi Japan en Février 2017

Le 5 janvier 2017, lui, Hiroshi Tanahashi et Manabu Nakanishi battent Los Ingobernables de Japón (Bushi, Evil et Sanada) et remportent les NEVER Openweight 6-Man Tag Team Championship. Lors de The New Beginning in Osaka, ils perdent les titres contre Los Ingobernables de Japón. Lors de NJPW 45th anniversary show, il perd contre Hiromu Takahashi et ne remporte pas le IWGP Junior Heavyweight Championship. Le 4 avril, lui, Hiroshi Tanahashi et Ricochet battent Los Ingobernables de Japón (Bushi, Evil et Sanada) et remportent les NEVER Openweight 6-Man Tag Team Championship. Lors de Wrestling Dontaku 2017, ils perdent les titres contre Los Ingobernables de Japón .
Le 30 janvier 2019, lui, Togi Makabe et Toru Yano battent Bullet Club (Tama Tonga, Tanga Loa et Taiji Ishimori) et remportent les NEVER Openweight 6-Man Tag Team Championship. Lors de Honor Rising: Japan 2019 - Tag 1, ils conservent les titres contre Cheeseburger, Colt Cabana et Delirious. Le 22 avril, ils conservent les titres contre Bullet Club (Hikuleo, Tama Tonga et Tanga Loa). Le 17 juin, ils conservent les titres contre Bullet Club (Chase Owens, El Phantasmo et Yujiro Takahashi).

#### Six or Nine (2021–...)
Le 19 février 2022, lui et Master Wato battent Robbie Eagles et Tiger Mask dans un Four Way Match qui comprenaient également Bullet Club (El Phantasmo et Taiji Ishimori) et Suzuki-gun (El Desperado et Yoshinobu Kanemaru) pour remporter les IWGP Junior Heavyweight Tag Team Championship,.

## Palmarès
- Consejo Mundial de Lucha Libre

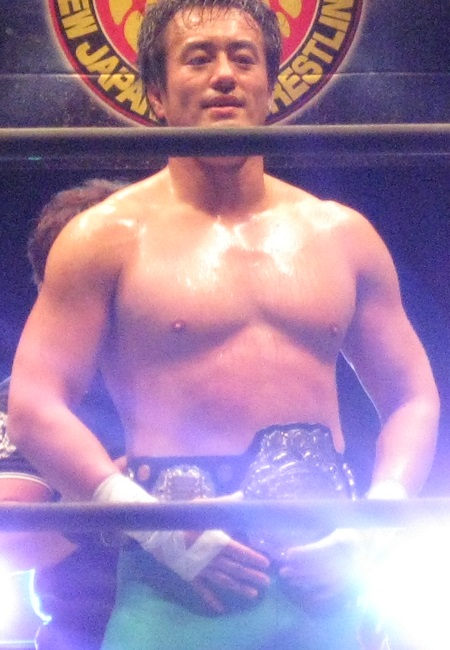
Taguchi avec le IWGP Junior Heavyweight Championship en septembre 2014.

  - 1 fois CMLL World Welterweight Championship[39],[40]

- Kaientai Dojo
  - Best Tag Team Match (2010) avec Prince Devitt vs. Makoto Oishi et Shiori Asahi le 17 avril[41]

- New Japan Pro Wrestling
  - 2 fois IWGP Junior Heavyweight Championship[42]
  - 7 fois IWGP Junior Heavyweight Tag Team Championship – avec El Samurai (1), Prince Devitt (4), Ricochet (1) et Master Wato (1)[43]
  - 3 fois NEVER Openweight 6-Man Tag Team Championship avec Hiroshi Tanahashi et Manabu Nakanishi (1), Hiroshi Tanahashi et Ricochet (1) et Toru Yano et Togi Makabe (1)
  - Best of the Supers Juniors (2012)[16]
  - Young Lion Cup (2004)[44]
  - Young Lion Toukon Tournament (2004)[44]
  - J Sports Crown Openweight 6 Man Tag Tournament (2010, 2011) – avec Prince Devitt et Hirooki Goto[45],[46],[47]

- Toryumon Mexico
  - Yamaha Cup (2005) – avec Hiromi Horiguchi[48]

## Récompenses des magazines
- Pro Wrestling Illustrated

| Année | 2007 | 2008 | 2009       | 2010 | 2011 | 2012 | 2013 | 2014 | 2015 | 2016 | 2017 | 2018 | 2019 | 2020 | 2021       | 2022 |
| ----- | ---- | ---- | ---------- | ---- | ---- | ---- | ---- | ---- | ---- | ---- | ---- | ---- | ---- | ---- | ---------- | ---- |
| Rang  | 287  | 214  | Non classé | 215  | 135  | 153  | 166  | 194  | 102  | 113  | 186  | 151  | 122  | 273  | Non classé | 407  |

- Tokyo Sports
  - Best Bout (2010) avec Prince Devitt vs. Kenny Omega et Kota Ibushi (NJPW, le 11 octobre)[50]